# Suore catechiste di Sant'Anna
Le Suore Catechiste di Sant'Anna (in inglese Catechist Sisters of Saint Anne; sigla C.S.A.) sono un istituto religioso femminile di diritto pontificio.

## Storia
La congregazione fu fondata nel 1914 a Mattampally, in diocesi di Hyderabad, dal missionario italiano Silvio Pasquali, del PIME.
Pasquali riumì una comunità di giovani indiane di casta shudra e ne affidò la formazione alle suore di Sant'Anna; le aspiranti compirono il noviziato a Secunderabad.

## Attività e diffusione
Le suore si dedicano alla catechesi e alla direzione di scuole e ospedali.
Oltre che in India, sono presenti in Italia e Tanzania; la sede generalizia è a Secunderabad, presso Hyderabad.
Alla fine del 2015 l'istituto contava 426 religiose in 72 case.